# Rymdfärjeprogrammet
Rymdfärjeprogrammet var ett program inom USA:s rymdstyrelse (NASA) för att sända upp rymdfärjor i låg jordbana på olika uppdrag. 
Fem kretsare (rymdfärjor) användes för de olika uppdragen: Columbia, Challenger, Discovery, Atlantis och Endeavour.

## Uppbyggnad
Rymdfärjesystemet bestod av fyra huvuddelar:
- kretsaren som i vardagligt tal kallas för rymdfärjan.
- den yttre bränsletanken som användes vid starten och sedan brinn upp i jordens atmosfär.
- två raketer med fastbränsle som användes vid starten och sedan föll tillbaka till marken med fallskärmar för att återanvändas.

## Historia

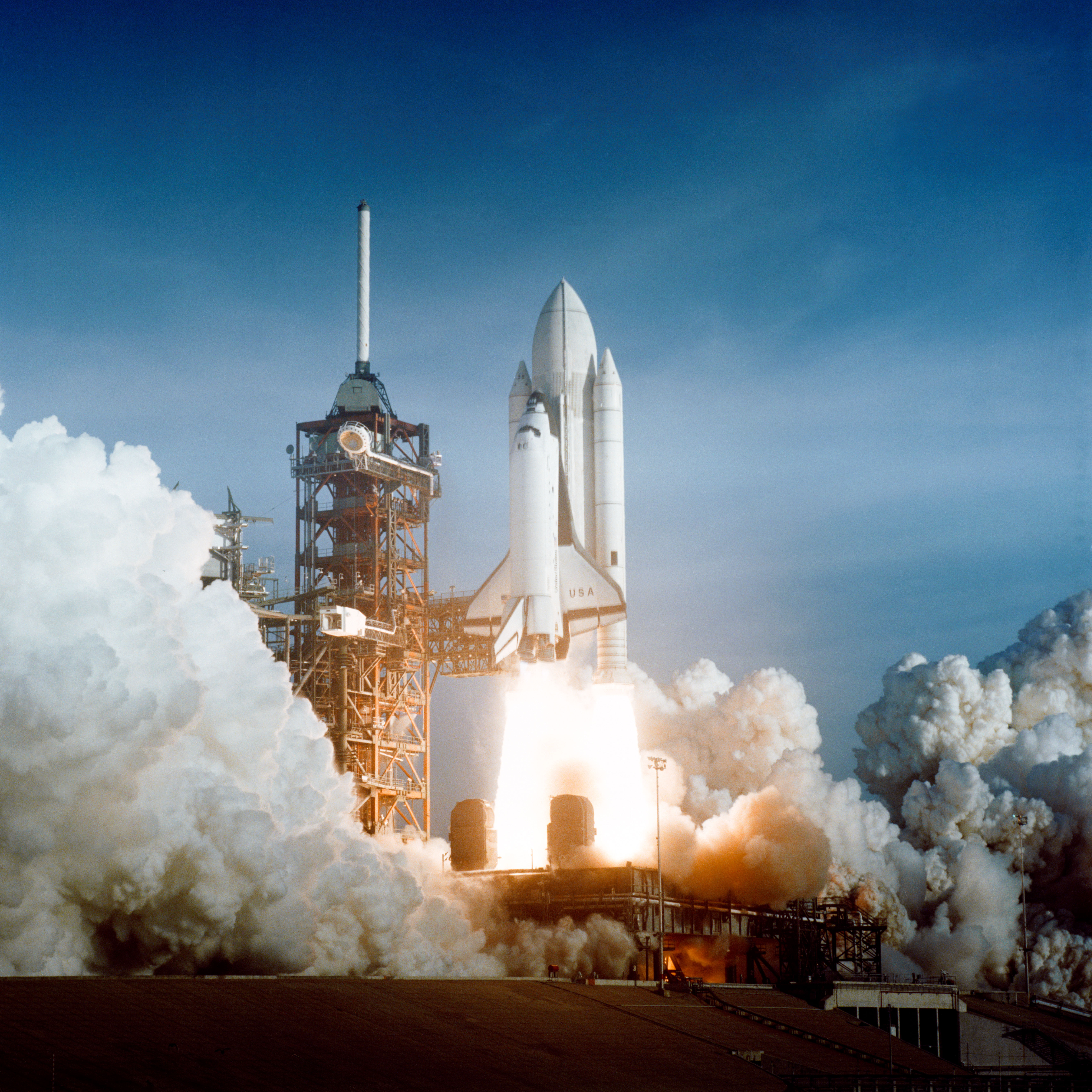
Första uppskjutningen STS-1 den 12 april 1981.

Programmet initierades 5 januari 1972 och var då tänkt att tas i drift 1977. De första planerna inkluderade 5 rymdfärjor i operativ drift. Första färden genomfördes först den 12 april 1981 med Columbia.
När den internationella rymdstationen ISS var färdigbyggd år 2011, avslutades rymdfärjeprogrammet och de återstående kretsarna ställdes ut på olika museum i USA.

## Katastrofer
Rymdfärjeprogrammet drabbades av två totalhaverier, varvid kretsaren totalförstördes och de ombordvarande astronauterna dog. Det första haveriet var med STS-51-L/Challenger den 28 januari 1986 och den andra var med STS-107/Columbia den 1 februari 2003.

## Numreringar
De första nio färderna var numrerade efter den ordning starten planerats för respektive färd. 1984 lades numreringarna om för att passa ett system med uppskjutningar från både John F. Kennedy Space Center i Florida och Vandenberg Air Force Base i Kalifornien. Numret börjar då med siffran för årtalet för Nasas budgetår, vilket löper från 1 oktober till 30 september, den andra siffran avser uppskjutningsplats där 1 står för Kennedy Space Center och 2 står för Vandenberg. Bokstaven efter numreringen betecknar den rymdflygning som planerats. En uppskjuten rymdflygning anses inställd.
När Challenger havererade så fanns det två planerade flygningar under budgetåret 1986 från Vandenberg, vara den först STS-62-A, skulle ha startat 1 juli 1986. Man närmade sig även den dag då två rymdfärjor skulle ha varit uppe samtidigt med uppskjutningar från två olika platser, vilket det fanns planer på att genomföra 1987. I efterdyningarna till Challengerhaveriet beslöt Pentagon att man skulle upphöra med militära färder med rymdfärjan. Då lades uppskjutningsplatsen i Vandenberg för rymdfärjan ner och har därmed aldrig använts. Uppskjutningsplatsen i Vandenberg var ursprungligen avsett för bemannade uppskjutningar i MOL-programmet vilket lades ner 1969.
1988 ändrades numreringen åter till att beskriva vilken uppskjutning i ordningen det gäller, räknat efter planerat uppskjutningsdatum.

## Rymdfärdsuppdragen

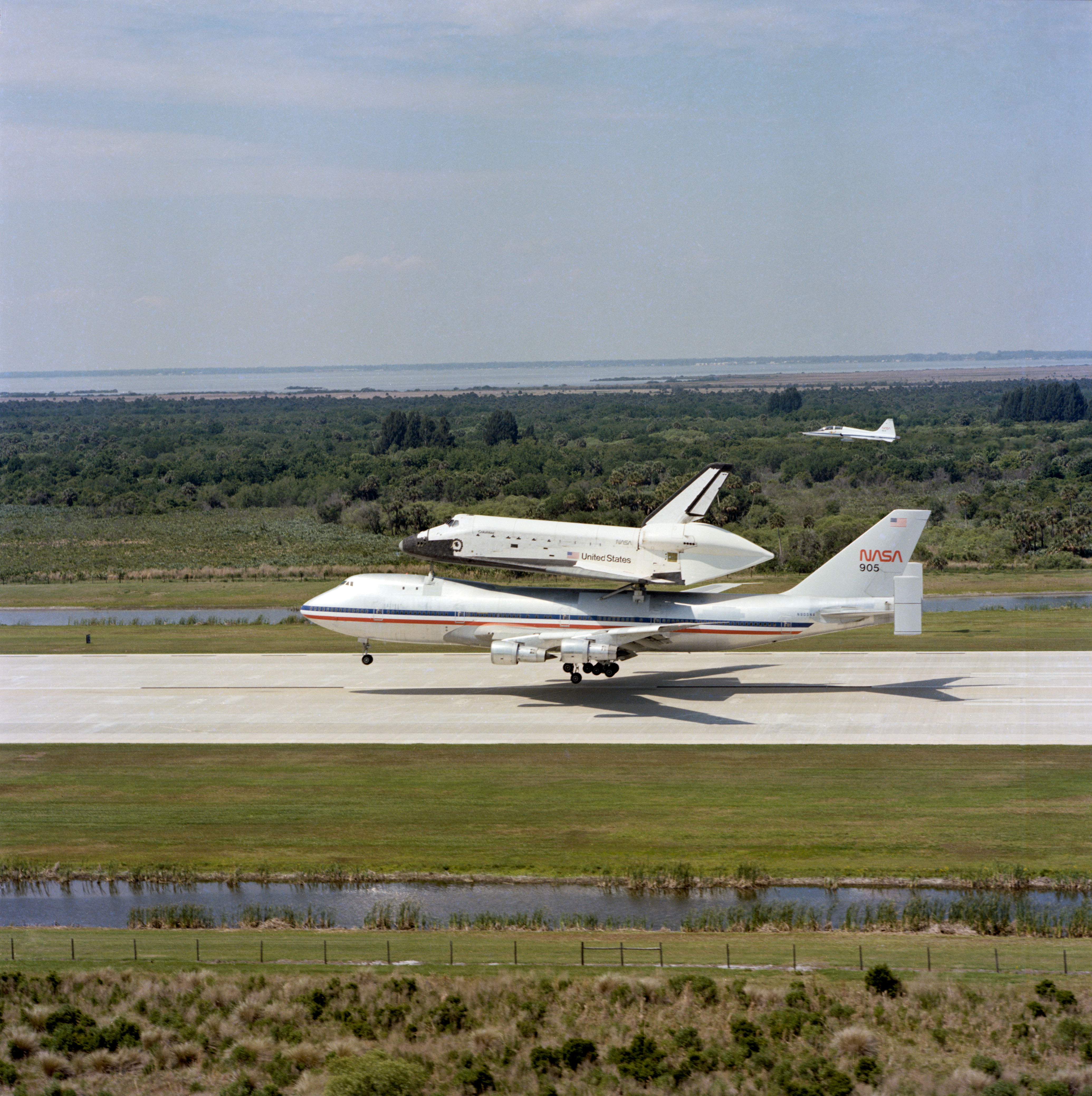
Efter genomförd rymdfärd STS-1 med landning vid Edwards Air Force base återvänder rymdfärjan Columbia till Kennedy Space Center den 28 april 1981.

| Färd     | Kretsfarkost | Startdatum             | Landning          | Färdens tid | Uppdrag                             |
| -------- | ------------ | ---------------------- | ----------------- | ----------- | ----------------------------------- |
| STS-1    | Columbia     | 12 april 1981          | 14 april 1981     | 54:20:53    |                                     |
| STS-2    | Columbia     | 12 november 1981       | 14 november 1981  | 54:13:11    | Första Canadarm                     |
| STS-3    | Columbia     | 22 mars 1982           | 30 mars 1982      | 192:04:46   |                                     |
| STS-4    | Columbia     | 27 juni 1982           | 4 juli 1982       | 169:09:13   |                                     |
| STS-5    | Columbia     | 11 november 1982       | 16 november 1982  | 122:14:26   |                                     |
| STS-6    | Challenger   | 4 april 1983           | 9 april 1983      | 120:23:42   |                                     |
| STS-7    | Challenger   | 18 juni 1983           | 24 juni 1983      | 146:23:59   |                                     |
| STS-8    | Challenger   | 30 augusti 1983        | 5 september 1983  | 145:08:43   |                                     |
| STS-9    | Columbia     | 28 november 1983       | 8 december 1983   | 247:47:24   | Spacelab                            |
| STS-41-B | Challenger   | 3 februari 1984        | 11 februari 1984  | 191:15:55   |                                     |
| STS‑41‑C | Challenger   | 6 april 1984           | 13 april 1984     | 167:40:07   |                                     |
| STS-41-D | Discovery    | 30 augusti 1984        | 5 september 1984  | 144:56:04   |                                     |
| STS-41-G | Challenger   | 5 oktober 1984         | 13 oktober 1984   | 197:23:38   |                                     |
| STS-51-A | Discovery    | 8 november 1984        | 16 november 1984  | 191:44:56   |                                     |
| STS-51-C | Discovery    | 24 januari 1985        | 27 januari 1985   | 73:33:23    |                                     |
| STS-51-D | Discovery    | 12 april 1985          | 19 april 1985     | 167:55:23   |                                     |
| STS-51-B | Challenger   | 29 april 1985          | 6 maj 1985        | 168:08:46   | Spacelab                            |
| STS‑51‑G | Discovery    | 17 juni 1985           | 24 juni 1985      | 169:38:52   |                                     |
| STS-51-F | Challenger   | 29 juli 1985           | 6 augusti 1985    | 190:45:26   |                                     |
| STS-51-I | Discovery    | 27 augusti 1985        | 3 september 1985  | 170:17:42   |                                     |
| STS-51-J | Atlantis     | 3 oktober 1985         | 7 oktober 1985    | 97:44:38    |                                     |
| STS-61-A | Challenger   | 30 oktober 1985        | 6 november 1985   | 168:44:53   | Spacelab                            |
| STS-61-B | Atlantis     | 26 november 1985       | 3 december 1985   | 165:04:49   |                                     |
| STS-61-C | Columbia     | 12 januari 1986        | 18 januari 1986   | 146:03:51   |                                     |
| STS-51-L | Challenger   | 28 januari 1986 Haveri |                   | 0:01:13     |                                     |
| STS-26   | Discovery    | 29 september 1988      | 3 oktober 1988    | 97:00:11    |                                     |
| STS-27   | Atlantis     | 2 december 1988        | 6 december 1988   | 105:05:37   |                                     |
| STS-29   | Discovery    | 13 mars 1989           | 18 mars 1989      | 119:38:50   |                                     |
| STS-30   | Atlantis     | 4 maj 1989             | 8 maj 1989        | 96:56:27    | Uppskjutning av Magellan            |
| STS-28   | Columbia     | 8 augusti 1989         | 13 augusti 1989   | 121:00:08   |                                     |
| STS-34   | Atlantis     | 18 oktober 1989        | 23 oktober 1989   | 119:39:21   | Uppskjutning av Galileo             |
| STS-33   | Discovery    | 22 november 1989       | 27 november 1989  | 120:06:48   |                                     |
| STS-32   | Columbia     | 9 januari 1990         | 20 januari 1990   | 261:00:36   |                                     |
| STS-36   | Atlantis     | 28 februari 1990       | 4 februari 1990   | 106:18:22   |                                     |
| STS-31   | Discovery    | 24 april 1990          | 29 april 1990     | 121:16:06   | Uppskjutning av Hubble.             |
| STS-41   | Discovery    | 6 oktober 1990         | 10 oktober 1990   | 98:10:04    | Uppskjutning av Ulysses             |
| STS-38   | Atlantis     | 15 november 1990       | 20 november 1990  | 117:54:31   |                                     |
| STS-35   | Columbia     | 2 december 1990        | 10 december 1990  | 215:05:08   |                                     |
| STS-37   | Atlantis     | 5 april 1991           | 11 april 1991     | 143:32:44   |                                     |
| STS-39   | Discovery    | 28 april 1991          | 6 maj 1991        | 199:22:23   |                                     |
| STS-40   | Columbia     | 5 juni 1991            | 14 juni 1991      | 218:14:20   | Spacelab                            |
| STS-43   | Atlantis     | 2 augusti 1991         | 11 augusti 1991   | 213:21:25   |                                     |
| STS-48   | Discovery    | 12 september 1991      | 18 september 1991 | 128:27:38   | Upper Atmosphere Research Satellite |
| STS-44   | Atlantis     | 24 november 1991       | 1 december 1991   | 166:50:44   |                                     |
| STS-42   | Discovery    | 22 januari 1992        | 30 januari 1992   | 193:14:44   | Spacelab                            |
| STS-45   | Atlantis     | 24 mars 1992           | 2 april 1992      | 214:09:28   |                                     |
| STS-49   | Endeavour    | 7 maj 1992             | 16 maj 1992       | 213:17:38   |                                     |
| STS-50   | Columbia     | 25 juni 1992           | 9 juli 1992       | 331:30:04   | Spacelab                            |
| STS-46   | Atlantis     | 31 juli 1992           | 8 augusti 1992    | 191:15:03   |                                     |
| STS-47   | Endeavour    | 12 september 1992      | 20 september 1992 | 190:30:23   | Spacelab                            |
| STS-52   | Columbia     | 22 oktober 1992        | 1 november 1992   | 236:56:13   |                                     |
| STS-53   | Discovery    | 2 december 1992        | 9 december 1992   | 175:19:47   |                                     |
| STS-54   | Endeavour    | 13 januari 1993        | 19 januari 1993   | 143:38:19   |                                     |
| STS-56   | Discovery    | 8 april 1993           | 17 april 1993     | 222:08:24   |                                     |
| STS-55   | Columbia     | 26 april 1993          | 6 maj 1993        | 239:39:59   | Spacelab                            |
| STS-57   | Endeavour    | 21 juni 1993           | 1 juli 1993       | 239:44:54   | Spacehab                            |
| STS-51   | Discovery    | 12 september 1993      | 22 september 1993 | 236:11:11   |                                     |
| STS-58   | Columbia     | 18 oktober 1993        | 1 november 1993   | 336:12:32   | Spacelab                            |
| STS-61   | Endeavour    | 2 december 1993        | 12 december 1993  | 259:58:37   | 1:a service uppdraget till Hubble.  |
| STS-60   | Discovery    | 3 februari 1994        | 11 februari 1994  | 199:09:22   | Spacehab                            |
| STS-62   | Columbia     | 4 mars 1994            | 18 mars 1994      | 335:16:41   |                                     |
| STS-59   | Endeavour    | 9 april 1994           | 20 april 1994     | 269:49:30   |                                     |
| STS-65   | Columbia     | 8 juli 1994            | 23 juli 1994      | 353:55:00   | Spacelab                            |
| STS-64   | Discovery    | 9 september 1994       | 20 september 1994 | 262:49:57   |                                     |
| STS-68   | Endeavour    | 30 september 1994      | 11 oktober 1994   | 269:46:08   |                                     |
| STS-66   | Atlantis     | 3 november 1994        | 14 november 1994  | 262:34:02   |                                     |
| STS-63   | Discovery    | 3 februari 1995        | 11 februari 1995  | 198:28:15   | Spacehab Första flygningen till Mir |
| STS-67   | Endeavour    | 2 mars 1995            | 18 mars 1995      | 399:08:48   |                                     |
| STS-71   | Atlantis     | 27 juni 1995           | 7 juli 1995       | 235:22:17   | Spacelab Första dockningen med Mir  |
| STS-70   | Discovery    | 13 juli 1995           | 22 juli 1995      | 214:20:05   |                                     |
| STS-69   | Endeavour    | 7 september 1995       | 18 september 1995 | 260:28:56   |                                     |
| STS-73   | Columbia     | 20 oktober 1995        | 5 november 1995   | 381:52:21   | Spacelab                            |
| STS-74   | Atlantis     | 12 november 1995       | 20 november 1995  | 196:30:46   | Dockning med Mir                    |
| STS-72   | Endeavour    | 11 januari 1996        | 20 januari 1996   | 214:00:45   |                                     |
| STS-75   | Columbia     | 22 februari 1996       | 9 februari 1996   | 377:40:21   |                                     |
| STS-76   | Atlantis     | 22 mars 1996           | 31 mars 1996      | 221:15:53   | Dockning med Mir                    |
| STS-77   | Endeavour    | 19 maj 1996            | 29 maj 1996       | 240:39:18   | Spacehab                            |
| STS-78   | Columbia     | 20 juni 1996           | 7 juli 1996       | 405:47:36   | Spacelab                            |
| STS-79   | Atlantis     | 16 september 1996      | 29 september 1996 | 243:18:26   | Dockning med Mir                    |
| STS-80   | Columbia     | 19 november 1996       | 7 december 1996   | 423:53:18   |                                     |
| STS-81   | Atlantis     | 12 januari 1997        | 22 januari 1997   | 244:55:21   |                                     |
| STS-82   | Discovery    | 11 februari 1997       | 21 februari 1997  | 239:37:09   | 2:a service uppdraget till Hubble.  |
| STS-83   | Columbia     | 4 april 1997           | 8 april 1997      | 95:12:39    | Spacelab                            |
| STS-84   | Atlantis     | 15 maj 1997            | 24 maj 1997       | 221:19:56   | Dockning med Mir                    |
| STS-94   | Columbia     | 1 juli 1997            | 17 juli 1997      | 376:44:34   | Spacelab                            |
| STS-85   | Discovery    | 7 augusti 1997         | 19 augusti 1997   | 284:26:59   |                                     |
| STS-86   | Atlantis     | 25 september 1997      | 6 oktober 1997    | 259:20:50   | Dockning med Mir                    |
| STS-87   | Columbia     | 19 november 1997       | 5 december 1997   | 376:34:04   |                                     |
| STS-89   | Endeavour    | 22 januari 1998        | 31 januari 1998   | 211:46:54   | Dockning med Mir                    |
| STS-90   | Columbia     | 17 april 1998          | 3 maj 1998        | 381:49:59   | Spacelab                            |
| STS-91   | Discovery    | 2 juni 1998            | 12 juni 1998      | 235:54:02   | Dockning med Mir                    |
| STS-95   | Discovery    | 29 oktober 1998        | 7 november 1998   | 213:44:00   | Spacehab                            |
| STS-88   | Endeavour    | 4 december 1998        | 15 december 1998  | 283:17:55   | Unity till ISS                      |
| STS-96   | Discovery    | 27 maj 1999            | 6 juni 1999       | 235:13:57   | Dockning med ISS                    |
| STS-93   | Columbia     | 22 juli 1999           | 27 juli 1999      | 118:49:37   | Uppskjutning av Chandra-teleskopet  |
| STS-103  | Discovery    | 19 december 1999       | 27 december 1999  | 195:10:47   | 3:e uppdraget till Hubble.          |
| STS-99   | Endeavour    | 11 februari 2000       | 22 februari 2000  | 269:38:00   | Spacelab                            |
| STS-101  | Atlantis     | 19 maj 2000            | 29 maj 2000       | 236:09:09   |                                     |
| STS-106  | Atlantis     | 8 september 2000       | 20 september 2000 | 283:12:15   |                                     |
| STS-92   | Discovery    | 11 oktober 2000        | 24 oktober 2000   | 309:40:25   | Z1 Truss till ISS                   |
| STS-97   | Endeavour    | 30 november 2000       | 11 december 2000  | 259:00:58   | P6 Truss till ISS                   |
| STS-98   | Atlantis     | 7 februari 2001        | 20 februari 2001  | 309:21:00   | Destiny till ISS                    |
| STS-102  | Discovery    | 8 mars 2001            | 21 mars 2001      | 309:49:00   |                                     |
| STS-100  | Endeavour    | 19 april 2001          | 1 maj 2001        | 285:30:00   |                                     |
| STS-104  | Atlantis     | 12 juli 2001           | 24 juli 2001      | 306:36:39   |                                     |
| STS-105  | Discovery    | 10 augusti 2001        | 22 augusti 2001   | 285:13:00   |                                     |
| STS-108  | Endeavour    | 5 december 2001        | 17 december 2001  | 283:36:00   |                                     |
| STS-109  | Columbia     | 1 mars 2002            | 12 mars 2002      | 262:10:00   | 4:e uppdraget till Hubble.          |
| STS-110  | Atlantis     | 8 april 2002           | 19 april 2002     | 259:43:48   | S0 Truss till ISS                   |
| STS-111  | Endeavour    | 5 juni 2002            | 19 juni 2002      | 332:35:11   |                                     |
| STS-112  | Atlantis     | 7 oktober 2002         | 18 oktober 2002   | 252:58:44   | S1 Truss till ISS                   |
| STS-113  | Endeavour    | 23 november 2002       | 7 december 2002   | 330:47:13   | P1 Truss till ISS                   |
| STS-107  | Columbia     | 16 januari 2003        | Haveri            | 382:21:00   | Spacehab                            |
| STS-114  | Discovery    | 26 juli 2005           | 9 augusti 2005    | 333:32:48   |                                     |
| STS-121  | Discovery    | 4 juli 2006            | 17 juli 2006      | 306:37:54   |                                     |
| STS-115  | Atlantis     | 9 september 2006       | 21 september 2006 | 283:06:35   | P3/P4 Truss till ISS                |
| STS-116  | Discovery    | 9 december 2006        | 22 december 2006  | 308:44:16   | P5 Truss till ISS                   |
| STS-117  | Atlantis     | 8 juni 2007            | 22 juni 2007      | 332:12:44   | Fackverk S3/S4 till ISS             |
| STS-118  | Endeavour    | 8 augusti 2007         | 21 augusti 2007   | 305:56:38   | Fackverk S5 till ISS                |
| STS-120  | Discovery    | 23 oktober 2007        | 7 november 2007   |             | Node 2 till ISS                     |
| STS-122  | Atlantis     | 7 februari 2008        | 20 februari 2008  |             | Columbus modul till ISS             |
| STS-123  | Endeavour    | 11 mars 2008           | 27 mars 2008      |             |                                     |
| STS-124  | Discovery    | 31 maj 2008            | 14 juni 2008      |             | Kibo modulen.                       |
| STS-126  | Endeavour    | 15 november 2008       | 30 november 2008  |             | MPLM till ISS                       |
| STS-119  | Discovery    | 16 mars 2009           | 28 mars 2009      |             |                                     |
| STS-125  | Atlantis     | 11 maj 2009            | 24 maj 2009       |             | 5:e uppdraget till Hubble.          |
| STS-127  | Endeavour    | 16 juli 2009           | 31 juli 2009      |             |                                     |
| STS-128  | Discovery    | 29 augusti 2009        | 12 september 2009 |             | MPLM till ISS                       |
| STS-129  | Atlantis     | 16 november 2009       | 27 november 2009  |             | ELC1 och ELC2 till ISS              |
| STS-130  | Endeavour    | 8 februari 2010        | 22 februari 2010  |             | Tranquility och Cupola till ISS     |
| STS-131  | Discovery    | 5 april 2010           | 20 april 2010     |             | ELC3 och ELC4 till ISS              |
| STS-132  | Atlantis     | 14 maj 2010            | 23 maj 2010       |             | MPLM till ISS                       |
| STS-133  | Discovery    | 24 februari 2011       | 7 mars 2011       |             | MPLM till ISS                       |
| STS-134  | Endeavour    | 16 maj 2011            | 1 juni 2011       |             | Alpha Magnetic Spectometer till ISS |
| STS-135  | Atlantis     | 8 juli 2011            | 21 juli 2011      |             | Fraktuppdrag till ISS               |

## Inställda uppdrag
| Färd     | Kretsfarkost | Planerat startdatum | Uppdrag |
| -------- | ------------ | ------------------- | ------- |
| STS-62-A | Discovery    | 15 juli 1986        |         |